# Coryphopterus hyalinus
Coryphopterus hyalinus is een  straalvinnige vissensoort uit de familie van grondels (Gobiidae). De wetenschappelijke naam van de soort is voor het eerst geldig gepubliceerd in 1962 door Böhlke & Robins.
De soort staat op de Rode Lijst van de IUCN als niet bedreigd, beoordelingsjaar 2009.